# Lingua futuniana
La lingua futuniana (fakafutuna) è una lingua polinesiana parlata in Nuova Caledonia e Wallis e Futuna, territori francesi in Oceania. 
Viene anche chiamata futuniano orientale, per distinguerlo dalla lingua fagauvea e dalla lingua futuna-aniwa parlata nelle isole Futuna e Aniwa, che si trovano ad ovest, e appartengono alle Vanuatu.

## Distribuzione geografica
Secondo l'edizione 2009 di Ethnologue, il futuniano è parlato da 3.600 persone sull'isola di Futuna e da 3.000 in Nuova Caledonia.

## Classificazione
Secondo l'edizione 2009 di Ethnologue, la classificazione completa è la seguente:
- Lingue austronesiane
  - Lingue maleo-polinesiache
    - Lingue maleo-polinesiache centro-orientali
      - Lingue maleo-polinesiache orientali
        - Lingue oceaniche
          - Lingue oceaniche remote
            - Lingue oceaniche centrali ed orientali
              - Lingue del Pacifico centrale
                - Lingue figiane orientali-polinesiane
                  - Lingue polinesiane
                    - Lingue polinesiane nucleari
                      - Lingue samoiche
                        - Lingue futuniche
                          - Lingua futuniana